# 曼哈頓 (電影)
《曼哈頓》（英語：Manhattan）是一部於1979年上映的美國喜劇電影，由伍迪·艾倫自導自演。《曼哈頓》入圍2項奧斯卡獎，也是伍迪·艾倫的代表作之一。

## 劇情
一位喜剧作家与他太太离婚，原因是他太太为了另一个女人离开他，伤心的他却爱上了一位十七岁的少女，直到他遇上一位与他年纪相仿的新闻记者，但这位新闻记者却是他好友的女朋友，而好友却是有妇之夫。

## 角色
- 伍迪·艾倫 飾演 艾薩克·莫蒂默·戴維斯
- 黛安·基頓 飾演 瑪麗·威爾基
- 麥克·墨菲（英语：Michael Murphy (actor)） 飾演 Yale Pollack
- 瑪莉·海明威 飾演 特雷西
- 梅莉·史翠普 飾演 吉爾·戴維斯
- 安妮·拜恩[3]飾演 Emily Pollack

## 評價
爛番茄新鮮度高達98%，基於55條評論，平均分為8.5/10，而在Metacritic上得到82分，收穫普遍好評。

## 外部連結
- 互联网电影数据库（IMDb）上《曼哈頓》的资料（英文）
- AllMovie上《曼哈頓》的资料（英文）
- 爛番茄上《曼哈頓》的資料（英文）
- 豆瓣电影上《曼哈頓》的資料 （简体中文）
- Metacritic上《曼哈頓》的資料（英文）
- TCM电影资料库上《曼哈頓》的资料（英文）
- Box Office Mojo上《曼哈頓》的資料（英文）